# 愛知県道53号春日井瀬戸線
愛知県道53号春日井瀬戸線（あいちけんどう53ごう かすがいせとせん）は、愛知県春日井市から瀬戸市に至る主要地方道（愛知県道）である。

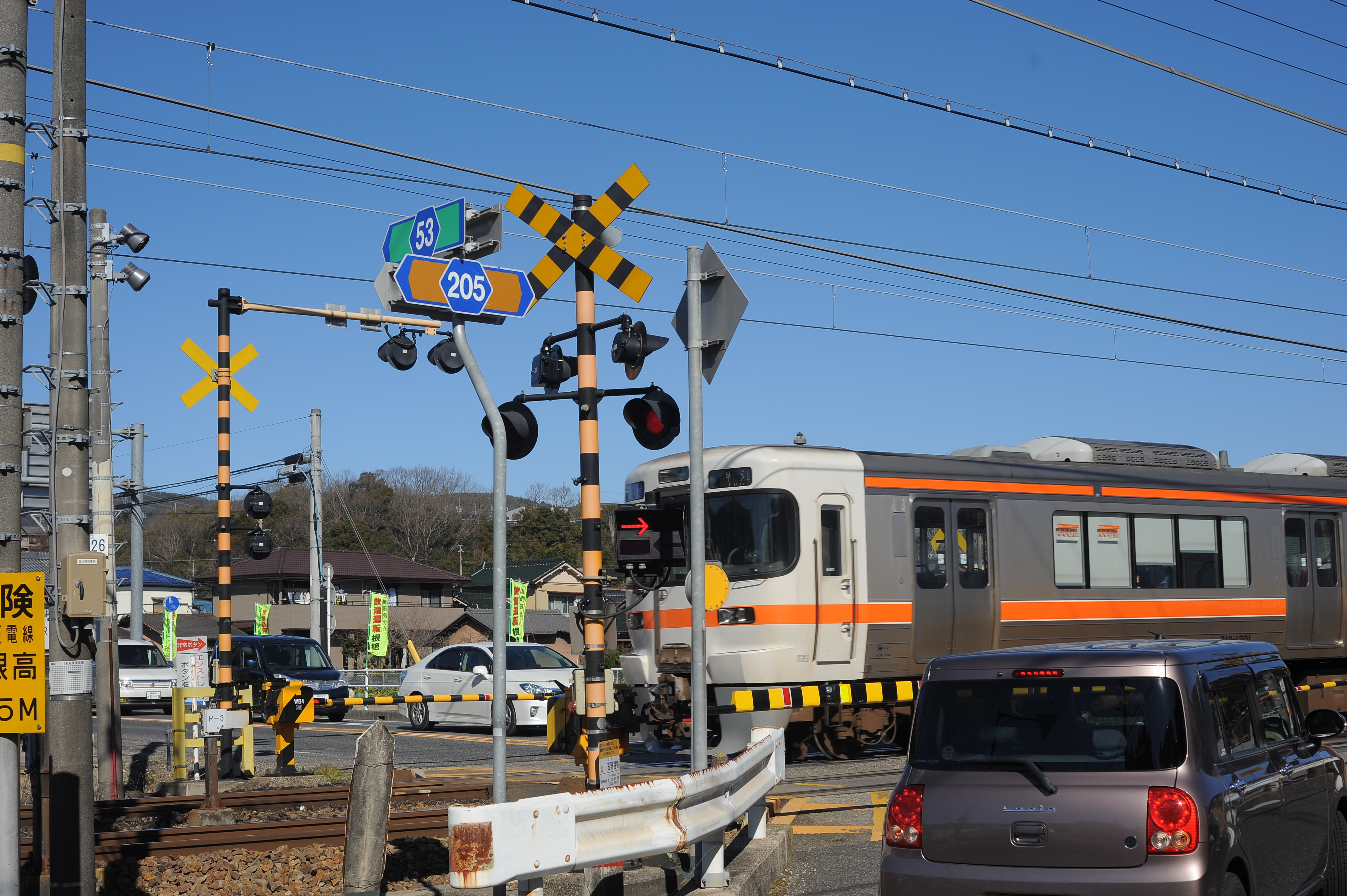
愛知県道205号下半田川春日井線との重複区間東端（春日井市玉野町）

## 概要

### 路線データ
- 起点：春日井市西尾町（西尾町交差点・国道19号交点）
- 終点：瀬戸市鹿乗町（鹿乗町交差点・国道155号交点）

## 歴史
- 1959年（昭和34年）12月15日 - 愛知県が一般県道として認定。
- 1982年（昭和57年）4月1日 - 建設省（現国土交通省）が主要地方道に指定[1]。
- 1983年（昭和58年）2月21日 - 県道番号を53へ変更。従来は主要地方道美浜師崎線（国道247号の経路変更に伴い国道247号に編入）で使用されていた番号を美浜師崎線の廃止とともに転用。

## 路線状況

### 主要構造物
- 鹿乗橋

## 地理

### 通過する自治体
- 愛知県
  - 春日井市 - 瀬戸市

### 交差する道路
- 国道19号（西尾町交差点）
- 愛知県道508号内津勝川線（下街道）（内津交差点 - 春日井市西尾町内で重複）
- 愛知県道205号下半田川春日井線（春日井市玉野踏切 - 鹿乗橋北詰で重複）
- 愛知県道15号名古屋多治見線（愛岐道路）（鹿乗町交差点）
- 国道155号（鹿乗町交差点）